# Heliotropium abbreviatum
Heliotropium abbreviatum är en strävbladig växtart som beskrevs av Henry Hurd Rusby. Heliotropium abbreviatum ingår i Heliotropsläktet som ingår i familjen strävbladiga växter. Inga underarter finns listade i Catalogue of Life.